# 도르트 신조

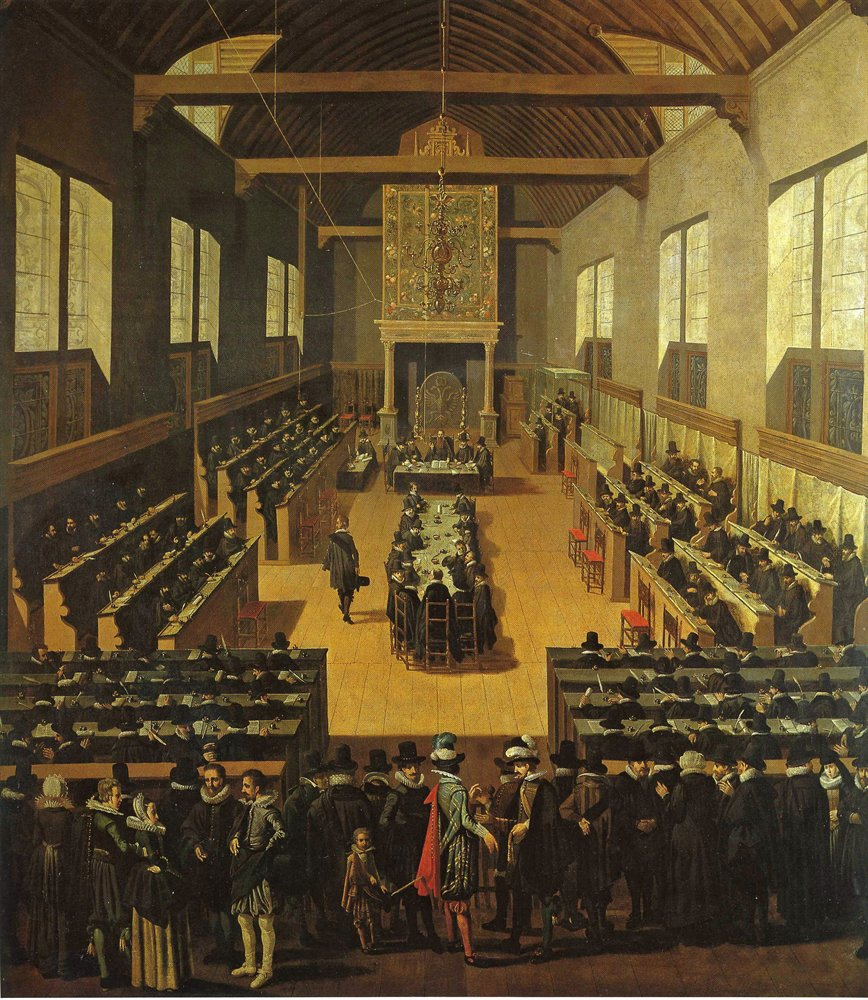
도르트 총회. 아르미니우스주의자들이 중앙 의자에 앉아있다.

도르트 신조(네덜란드어: Dordtse Leerregels)는 1618년에서 1619년 사이에 네덜란드에서 칼뱅주의에 입각하여 작성된 기독교 신조이다. 하이델베르크 요리문답과 네덜란드 신앙고백과 더불어 하나되는 세 문서라고 불리며, 네덜란드, 남아프리카공화국, 미국 등에서 칼뱅주의 전통을 따르는 개신교(장로교회, 개혁교회 등)의 신앙고백 문서로 채택되고 있다.

## 역사
1610년, 네덜란드 개신교도 아르미니우스주의 추종하는 사람들이 개혁주의 교리, 특히 네덜란드 신앙고백을 부정하면서 네덜란드 개혁교회 측에 다섯 가지 이의를 제기하였다. 도르트 신조는 아르미니우스주의자들이 제기한 각 문제에 대한 네덜란드 개혁교회의 노회(synod) 측에서 답변/결정을 담고 있다. 그것을 요약한 것이 소위 칼빈주의 5대 강령이다.

## 내용
- 첫째 교리: 하나님의 선택과 유기
- 둘째 교리: 그리스도의 죽으심과 이를 통한 인간의 구속
- 셋째/넷째 교리: 인간의 부패와 하나님께로 회심과 그 회심이 일어나는 방식
- 다섯째 교리: 성도의 견인

### 5대 강령
칼뱅주의의 5대 강령은 각 항목의 영어 첫 글자를 따 TULIP이라고도 부른다. 각 항목은 도르트 신조에 대한 요약이며,<ref>Muller, Richard A. (2012). 《Calvin and the Reformed Tradition》 Ebook판. Grand Rapids, MI: Baker Academic. 50–51쪽.
- 전적 타락(Total Depravity): 육체적인 생명만 갖고 있는 모든 자연인은 그 본성이 타락하여 구원에 필요한 믿음을 만들어내지 못한다는 것이다. 이것은 전혀 믿음을 갖지 못한다는 말이 아니라, 믿음에는 다른 질(質)이 있어서 그 중에는 구원 받을 수 있는 참 믿음도 있고 받을 수 없는 유(類)의 믿음도 있는데, 다른 종류의 믿음은 사람이 스스로 발휘할 수 있으되 구원에 필요한 믿음은 사람이 스스로 발휘하지 못한다는 것이다. 그래서 이 주장을 '전적 무능력'이라고 하기도 하는데, 주의할 것은 그 '무능력'이라고 함은 사람이 하나님을 믿을 수 있는 기능을 잃었다는 뜻이 아니라 그의 영혼이 타락하여 참된 믿음을 가질 수 없다는 것이다. 성경에 나오는 예수 그리스도의 말씀("나를 보내신 아버지께서 이끌지 아니하시면 아무도 내게 올 수 없으니")으로 보건대 하나님이 참된 믿음을 주시기 전에는 아무도 예수 그리스도를 진실되게 못 믿는다는 것이다.
- 무조건적 선택(Unconditional Election): 앞의 '전적 타락'설에 의하면 참된 믿음은 하나님이 주셔야만 얻게 되는 것인데, 누구에게 참된 믿음을 줄 것인지에 대한 하나님의 선택에는 아무런 조건이 없다는 것이다.
- 제한적 속죄(L'imited Atonement): 앞의 '무조건적 선택'을 받은 사람이 결국 '구속의 언약' 또는 '은혜의 언약'에서 그리스도의 백성에 해당한다는 것이다. 즉, 예수 그리스도의 속죄의 실효는 하나님의 선택을 받은 사람들을 위한 것이라는 내용이다.
- 불가항력적 은혜(I'resistible Grace): 성경에 나오는 예수 그리스도의 말씀(요한복음 6:37 "아버지께서 내게 주시는 자는 다 내게로 올 것이요")으로 보건대 하나님이 믿음을 주시기로 작정하신 사람이 그리스도를 아니 믿을 수는 없다는 것이다. 이것은 '구속의 언약'과도 연관이 있다.
- 성도의 견인(Perseverance of Saints): 성경에 나오는 예수 그리스도의 말씀("나를 보내신 이의 뜻은 내게 주신 자 중에 내가 하나도 잃어버리지 아니하고 마지막 날에 다시 살리는 이것이니라")으로 보건대 하나님의 선택을 받은 사람은 하나님의 심판을 받는 자리로 결코 떨어지지 않고 구원이 반드시 성취된다는 것이다. 이것 역시 '구속의 언약'과 연관이 있다.

## 참고 링크
- 한글/영문 보관됨 2020-06-27 - 웨이백 머신
- 영어 번역

## 주석과 해설서
- 도르트 신조 강해 (코르넬리스 프롱크 저, 그책의사람들, 2012)
- 도르트 신조 노트 (그책의사람들 옮김, 2017)
- 52주 스터디 도르트 신조 (김홍만저, 생명의말씀사, 2014)